# Univers Cinématographique Animé DC
Le DC Animated Movie Universe (DCAMU) est une franchise cinématographique américaine de films d'animations distribués entre 2013 et 2024 par Warner Bros. Animation et DC Entertainment. Basée sur les pérsonnages de l'Univers DC de la maison d'édition DC Comics.
Les principales séries de films sont divisées en 2 arcs narratifs avec des continuités différentes. Le premier arc narratif commence en 2013 avec La Ligue des justiciers : Le Paradoxe Flashpoint et fini en 2020 avec Justice League Dark : Apokolips War. Le deuxième arc nommé "Tomorrowverse", commence plus tard la même année avec Superman : L'Homme de Demain et se termine en 2024 avec la trilogie La Ligue des justiciers : Crisis on Infinite Earths.
La franchise compte 26 films en tout, comprenant 4 courts métrages, une web série et 2 digital comics.

## Historique du développement

### Premier Arc (2013-2020)
La franchise est initialement brièvement basée sur une série d'histoires de Renaissance DC (New 52) de l'Univers DC. Après un teaser dans le premier film de la franchise La Ligue des justiciers : Le Paradoxe Flashpoint, un arc narratif de 5 films basés sur "Darkseid War" écrit par Geoff Johns, commença avec La Ligue des justiciers : Guerre et est ensuite modifié pour donner La Mort de Superman et fini avec Justice League Dark : Apokolips War.

### Deuxième Arc: "Tomorrowverse" (2020-2024)

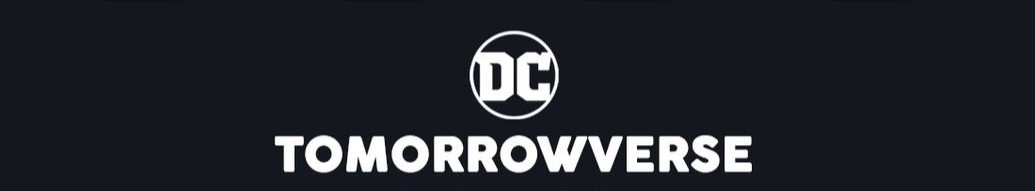
Logo Tomorrowverse

La préproduction du deuxième arc du DCAMU commence il y a quelques années quand Butch Lukic et Jim Krieg planifie un arc narratif de 10 films se passant après les évènements du premier arc avec une réinitialisation de l'univers. L'arc n'était pas censé avoir Crisis on Infinite Earths en tant que ligne rouge, mais les plans ont été changés après qu'un dirigeant de Warner Bros. Animation demanda à ce que cela soit le cas.
Lukic et Krieg n'étaient aussi pas au courant des plans de la franchise d'Arrowverse pour leurs propres adaptations.
Le surnom « Tomorrowverse » fut donné à l'arc après que le style artistique et le scénario sont continués sur plusieurs films après la sortie de Superman : L'Homme de Demain (Man of Tomorrow)

## Films
| Film                                                             | Date de sortie aux États-Unis | Réalisateur.trice.s         | Scénariste.s                                         | Producteur.trice.s                       |
| Premier arc (2013–2020)                                          | Premier arc (2013–2020)       | Premier arc (2013–2020)     | Premier arc (2013–2020)                              | Premier arc (2013–2020)                  |
| ---------------------------------------------------------------- | ----------------------------- | --------------------------- | ---------------------------------------------------- | ---------------------------------------- |
| La Ligue des justiciers : Le Paradoxe Flashpoint                 | 30 juillet 2013               | Jay Oliva                   | Jim Krieg                                            | James Tucker                             |
| La Ligue des justiciers : Guerre                                 | 4 février 2014                | Jay Oliva                   | Heath Corson                                         | James Tucker                             |
| Le Fils de Batman                                                | 22 avril 2014                 | Ethan Spaulding             | Joe R. Lansdale Ethan Spaulding                      | James Tucker                             |
| La Ligue des justiciers : Le Trône de l'Atlantis                 | 13 janvier 2015               | Ethan Spaulding             | Heath Corson James Robinson                          | James Tucker                             |
| Batman vs. Robin                                                 | 7 avril 2015                  | Jay Oliva                   | J. M. DeMatteis                                      | James Tucker                             |
| Batman Mauvais Sang                                              | 10 janvier 2016               | Jay Oliva                   | J. M. DeMatteis                                      | James Tucker                             |
| La Ligue des justiciers vs. les Teen Titans                      | 29 mars 2016                  | Sam Liu                     | Alan Burnett Bryan Q. Miller                         | James Tucker                             |
| Justice League Dark                                              | 24 janvier 2017               | Jay Oliva                   | Ernie Altbacker J. M. DeMatteis                      | James Tucker                             |
| Teen Titans: The Judas Contract                                  | 4 avril 2017                  | Sam Liu                     | Ernie Altbacker                                      | James Tucker                             |
| Suicide Squad : Le Prix de l'enfer                               | 27 mars 2018                  | Sam Liu                     | Alan Burnett                                         | Sam Liu                                  |
| La Mort de Superman                                              | 24 juillet 2018               | Jake Castorena Sam Liu      | Peter J. Tomasi                                      | Sam Liu Amy McKenna                      |
| Constantine                                                      | October 9, 2018               | Doug Murphy                 | J. M. DeMatteis                                      | Butch Lukic                              |
| Le Règne des Supermen                                            | 29 janvier 2019               | Sam Liu                     | Jim Krieg Tim Sheridan                               | James Tucker                             |
| Batman : Silence                                                 | 20 juillet 2019               | Justin Copeland             | Ernie Altbacker                                      | Amy McKenna                              |
| Wonder Woman: Bloodlines                                         | 5 octobre 2019                | Justin Copeland Sam Liu     | William Moulton Marston H. G. Peter Mairghread Scott | Sam Liu Amy McKenna                      |
| Justice League Dark: Apokolips War                               | 5 mai 2020                    | Matt Peters Christina Sotta | Ernie Altbacker Mairghread Scott Christina Sotta     | James Tucker                             |
| Second arc: "Tomorrowverse" (2020–2024)                          |                               |                             |                                                      |                                          |
| Superman : L'Homme de demain                                     | 23 août 2020                  | Chris Palmer                | Tim Sheridan                                         | Jim Krieg Kimberly S. Moreau             |
| Justice Society: World War II                                    | 27 avril 2021                 | Jeff Wamester               | Jeremy Adams Meghan Fitzmartin                       | Jim Krieg Kimberly S. Moreau             |
| Batman: The Long Halloween – Part One                            | 22 juin 2021                  | Chris Palmer                | Tim Sheridan                                         | Jim Krieg Kimberly S. Moreau             |
| Batman: The Long Halloween – Part Two                            | 27 juillet 2021               | Chris Palmer                | Tim Sheridan                                         | Jim Krieg Kimberly S. Moreau             |
| Green Lantern: Méfiez-vous de mon pouvoir                        | 25 juillet 2022               | Jeff Wamester               | Ernie Altbacker John Semper                          | Jim Krieg Sam Register                   |
| Légion des super-héros                                           | 7 février 2023                | Jeff Wamester               | Josie Campbell                                       | Jim Krieg Butch Lukic Kimberly S. Moreau |
| La Ligue des justiciers : Warworld                               | 25 juillet 2023               | Jeff Wamester               | Jeremy Adams Ernie Altbacker Josie Campbell          | Jim Krieg Kimberly S. Moreau             |
| La Ligue des jusiticiers : Crisis on Infinite Earths – Part One  | 9 janvier 2024                | Jeff Wamester               | Jim Krieg                                            | Jim Krieg Kimberly S. Moreau             |
| La Ligue des justiciers : Crisis on Infinite Earths – Part Two   | 23 avril 2024                 | Jeff Wamester               | Jim Krieg                                            | Jim Krieg Kimberly S. Moreau             |
| La Ligue des justiciers : Crisis on Infinite Earths – Part Three | 16 juillet 2024               | Jeff Wamester               | Jim Krieg                                            | Jim Krieg Kimberly S. Moreau             |

- Arc de l'histoire Batman "Going Sane" [6]
- Nouveaux dieux [7]

## Courts métrages
| Film                                    | Date de sortie aux États-Unis | Réalisateur.trice.s | Scénariste(s)                        | Producteur.trice.s                   | Sortie DVD associée                                                                                       |
| --------------------------------------- | ----------------------------- | ------------------- | ------------------------------------ | ------------------------------------ | --- |
| Nightwing et Robin                      | 14 janvier 2015               | Bruce Timm          | Scott Lobdell Greg Pak Charles Soulé | Scott Lobdell Greg Pak Charles Soulé | La Ligue des justiciers : Le Trône de l'Atlantide                                                         |
| Adam Strange                            | 5 mai 2020                    | Butch Lukic         | JM DeMatteis Butch Lukic             | Butch Lukic Amy McKenna              | Justice League Dark: Apokolips War Courts métrages d'animations DC – Batman : Mort dans la famille        |
| Kamandi : Le dernier garçon sur Terre ! | 27 avril 2021                 | Milo Neuman         | Paul Giacopo                         | Paul Giacopo                         | Justice Society: World War II Courts métrages d’animation DC Showcase – Constantin : The House of Mystery |
| Blue Beetle                             | 27 juillet 2021               | Milo Neuman         | Jérémy Adams                         | Jennifer Keene                       | Batman: The Long Halloween Courts métrages d’animation DC Showcase – Constantin : The House of Mystery    |
| Constantin : The House of Mystery       | 3 mai 2022                    | Matt Peters         | Ernie Altbacker                      | James Krieg Rick Morales             | Courts métrages d’animation DC Showcase – Constantin : The House of Mystery                               |

## Autre média

### Web séries
| Titre                            | Épisodes                | Date de sortie aux États-Unis | Réalisateur | Scénariste   | Producteur  | Sociétés de production                                                                                                   | Réseau  |
| -------------------------------- | ----------------------- | ----------------------------- | ----------- | ------------ | ----------- | --- | ------- |
| Constantine : la cité des démons | 5 (version originale)   | 24 mars 2018                  | Doug Murphy | JM DeMatteis | Butch Lukic | Berlanti Productions Blue Ribbon Content DC Entertainment Digital eMation Inc. Phantom Four Films Warner Bros. Animation | CW Seed |
| Constantine : la cité des démons | 2 (version altérnative) | 17 janvier 2019               | Doug Murphy | JM DeMatteis | Butch Lukic | Berlanti Productions Blue Ribbon Content DC Entertainment Digital eMation Inc. Phantom Four Films Warner Bros. Animation |         |

### Comics numériques
| Titre                           | Comics publiés | Date(s) de publication     | Scénariste.s    | Artiste.s                                                    | Coloriste.s  | Éditeur          |
| ------------------------------- | -------------- | -------------------------- | --------------- | ------------------------------------------------------------ | ------------ | ---------------- |
| Suicide Squad : l'enfer à payer | 12             | 21 mars 2018               | Jeff Parker     | Agustín Padilla Stefano Raffaele Mathew Dow Smith Cat Staggs | Tony Avina   | DC Digital First |
| La mort de Superman : partie 1  | 12             | 1er août — 17 octobre 2018 | Louise Simonson | Cat Staggs                                                   | Wendy Broome | DC Digital First |

#### Collected editions
| Titre                           | Matériel collecté                       | Date de publication | Éditeur   | ISBN |
| ------------------------------- | --------------------------------------- | ------------------- | --------- | ---- |
| Suicide Squad : l’enfer à payer | - Suicide Squad : l'enfer à payer #1-12 | 19 février 2019     | DC Comics |      |
| La mort de Superman : le réveil | - La mort de Superman : partie 1 #1-12  | 26 novembre 2019    | DC Comics |      |

## Réception
Les chiffres de ventes représentent les ventes de DVD et Blu-ray aux États-Unis. Les ventes internationales, les ventes numériques et les locations ne sont pas incluses.
| Titre                                                            | Date de sortie aux Etats-Unis | C.A brut les 3 premières semaines | C.A brut   | Rotten Tomatoes   | IGN  | Ref.   |
| ---------------------------------------------------------------- | ----------------------------- | --------------------------------- | ---------- | ----------------- | ---- | ------ |
| La Ligue des justiciers : Le Paradoxe Flashpoint                 | 30 juillet 2013               | $2,961,457                        | $5,263,783 | 100% (5 reviews)  |      | [ 14 ] |
| La Ligue des justiciers : Guerre                                 | 4 février 2014                | $3,119,314                        | $5,806,863 | 50% (6 reviews)   |      | [ 16 ] |
| Le Fils de Batman                                                | 22 avril 2014                 | $4,071,112                        | $7,035,303 | 64% (11 reviews)  |      | [ 18 ] |
| La Ligue des justiciers : Le Trône de l'Atlantis                 | 13 janvier 2015               | $2,445,009                        | $4,661,509 | 63% (8 reviews)   |      | [ 20 ] |
| Batman vs. Robin                                                 | 7 avril 2015                  | $2,537,343                        | $4,275,014 | 100% (5 reviews)  |      | [ 22 ] |
| Batman Mauvais Sang                                              | 20 janvier 2016               | $3,093,355                        | $4,884,919 | 100% (5 reviews)  |      | [ 24 ] |
| La Ligue des justiciers vs. les Teen Titans                      | 29 mars 2016                  | $2,522,134                        | $4,680,315 | 80% (5 reviews)   |      | [ 26 ] |
| Justice League Dark                                              | 24 janvier 2017               | $1,286,255                        | $3,321,532 | 78% (9 reviews)   |      | [ 28 ] |
| Teen Titans: The Judas Contract                                  | 4 avril 2017                  | $1,514,960                        | $3,279,855 | 83% (6 reviews)   |      | [ 30 ] |
| Suicide Squad : Le Prix de l'enfer                               | 27 mars 2018                  | $1,202,526                        | $2,880,096 | 88% (8 reviews)   |      | [ 32 ] |
| La Mort de Superman                                              | 24 juillet 2018               | $4,219,828                        | $6,551,111 | 92% (13 reviews)  |      | [ 34 ] |
| Constantine                                                      | 9 octobre 2018                | $750,022                          | $1,699,592 | NA (3 reviews)    |      | [ 36 ] |
| Le Règne des Supermen                                            | 29 janvier 2019               |                                   | $3,797,618 | NA (0 reviews)    |      | [ 38 ] |
| Batman : Silence                                                 | 20 juillet 2019               | $2,584,555                        | $3,603,543 | 88% (17 reviews)  |      | [ 40 ] |
| Wonder Woman: Bloodlines                                         | 5 octobre 2019                | $764,095                          | $1,723,810 | 88% (8 reviews)   |      | [ 42 ] |
| Justice League Dark: Apokolips War                               | 5 mai 2020                    | $1,563,760                        | $5,576,143 | 100% (18 reviews) |      | [ 44 ] |
| Superman : L'Homme de demain                                     | 23 août 2020                  |                                   |            | 93% (14 reviews)  | 7/10 |        |
| Justice Society: World War II                                    | 27 avril 2021                 |                                   |            | 76% (17 reviews)  | 9/10 |        |
| Batman: The Long Halloween – Part One                            | 22 juin 2021                  |                                   |            | 100% (21 reviews) | 8/10 |        |
| Batman: The Long Halloween – Part Two                            | 27 juillet 2021               |                                   |            | 100% (15 reviews) | 9/10 |        |
| Constantine: The House Mystery                                   | 3 mai 2022                    |                                   |            |                   |      |        |
| Green Lantern: Méfiez-vous de mon pouvoir                        | 25 juillet 2022               |                                   |            | 56% (9 reviews)   | 4/10 |        |
| Batman: The Long Halloween – Deluxe Edition                      | 20 septembre 2022             |                                   |            |                   |      |        |
| Légion des super-héros                                           | 7 février 2023                |                                   |            | 60% (5 reviews)   |      |        |
| La Ligue des justiciers : Warworld                               | 25 juillet 2023               |                                   |            | 50% (6 reviews)   | 6/10 |        |
| La Ligue des jusiticiers : Crisis on Infinite Earths – Part One  | 9 janvier 2024                |                                   |            | 88% (8 reviews)   | 6/10 |        |
| La Ligue des justiciers : Crisis on Infinite Earths – Part Two   | 23 avril 2024                 |                                   |            |                   |      |        |
| La Ligue des justiciers : Crisis on Infinite Earths – Part Three | 16 juillet 2024               |                                   |            |                   |      |        |

### Distinctions
En 2019, Suicide Squad : Le Prix de l'enfer et La Mort de Superman ont été nommés pour le Golden Reel Award dans la catégorie «Réalisation exceptionnelle en matière de montage sonore – effets sonores, bruitage, musique, dialogues et ADR pour une diffusion longue durée d'animation non théâtrale. Médias ".

## Voir également
- Univers animé DC (1992-2006)
- Flèche (2012-2023)
- Univers étendu DC (2013-2023)
- Univers DC (2024)